# تشوكتاو
تشوكتاو هي إحدى قبائل السكان الأصليين لأمريكا الشمالية ويعود أصلهم من جنوب شرق الولايات المتحدة (ميسيسيبي، فلوريدا، ألاباما، لويزيانا). تنتمي لغة تشوكتاو إلى عائلة لغات موسكوغي. وتشوكتاو هم من نسل شعوب ثقافات هوبويل وميسيسبي، الذين عاشوا في أنحاء شرق وادي نهر المسيسبي وروافده. بنى أهل هوبويل تلة نانيه وايا منذ حوالي 1700 سنة، وهي تلة ترابية كبيرة لا تزال تعتبر مقدسة من قبل تشوكتاو. قابل المستكشفون الإسبان الأوائل قرى وقبائل ثقافة ميسيسيبي في منتصف القرن السادس عشر. يرى عالم الأنثروبولوجيا جون سوانتون أن اسم تشوكتاو أتى من أحد الزعماء المبكرين. ويرى المؤرخ هنري هولبرت أن اسمهم مشتق من عبارة في لغتهم وهي “هاتشا هاتاك” (أهل النهر).
اتحد التشوكتاو كشعب في القرن السابع عشر، وكونوا ثلاثة تقسيمات سياسية وجغرافية متميزة: الشرقية والغربية والجنوبية، وكونوا أحيانا تحالفات مختلفة مع القوى الأوروبية المجاورة. وشملت هذه التحالفات الفرنسيين على ساحل الخليج وفي لويزيانا، والإنجليز في الجنوب الشرقي، والإسبان في فلوريدا ولويزيانا خلال الحقبة الاستعمارية. ساند معظم التشوكتاو المستعمرات الثلاثة عشر خلال الثورة الأميركية من أجل الاستقلال عن التاج البريطاني. ولم يدخلوا في حرب ضد الولايات المتحدة قبل قانون إزالة الهنود.
في القرن التاسع عشر، أصبح تشوكتاو معروفين بكونهم أحد «القبائل الخمسة المتحضرة» لأنهم اعتمدوا ممارسات عديدة من جيرانهم الأمريكيين. وافق التشوكتاو والولايات المتحدة على تسع معاهدات، وفي الثلاثة الأخيرة كسبت الولايات المتحدة عدة تنازلات عن مساحات شاسعة من الأرض وهجّرت معظم التشوكتاو إلى غرب المسيسيبي نحو المقاطعة الهندية. كانوا أول الهنود الذين تم تهجيرهم بموجب قانون إزالة الهنود. تم نفي التشوكتاو لأن الولايات المتحدة أرادت توسيع الأراضي المتاحة للاستيطان للأميركيين الأوروبيين،  ولحفظ القبيلة من الانقراض،  وللاستحواذ على الموارد الطبيعية. فاوض تشوكتاو على أكبر مساحة وأكثر أرض مرغوبة في المقاطعة الهندية. قسمت الحكومة الأولى إلى ثلاث مناطق، لكل منها زعيمها الخاص، وكانوا يجتمعون في المجلس الوطني. ويعين التشوكتاو مندوبا لتمثيلهم مع الحكومة الأمريكية في واشنطن العاصمة.
بموجب معاهدة دانسينغ رابيت كريك عام 1831، أصبح التشوكتاو الذين اختاروا البقاء في ولاية مسيسبي المشكلة حديثا من أوائل المجموعات العرقية الكبرى غير الأوروبية الذين أصبحوا مواطنين أميركيين. (المادة 8 في معاهدة 1817 مع الشيروكي نصت على أنه قد يرغب الشيروكي في أن يصبحوا مواطنين أمريكيين). وخلال الحرب الأهلية الأمريكية، تحالف التشوكتاو في كل من أوكلاهوما وميسيسيبي إلى جانب الولايات الكونفدرالية الأمريكية. أشارت الكونفدرالية إلى أنها ستدعم إقامة ولاية تحت السيطرة الهندية إذا انتصروا في الحرب. عقدت معاهدة جديدة معهم بعد الحرب، وأمرتهم الولايات المتحدة بتحرير عبيدهم وعرضت لهم المواطنة الكاملة؛ عرف هؤلاء العبيد باسم التشوكتاو المعتقون. بعد الحرب الأهلية، أصبح التشوكتاو في ميسيسيبي منسيين لفترة من الزمن.
كافح التشوكتاو في أوكلاهوما لبناء أمتهم، ونقلوا أكاديمية تشوكتاو هناك وافتتحوا واحدة للفتيات في عقد 1840. في أعقاب إقرار قانون دوز، حلت الولايات المتحدة الحكومات القبلية وعينت زعماء عليهم. خدم الجنود التشوكتاو في الجيش الأمريكي خلال الحرب العالمية الأولى، كأول مراسلي شفرات، وذلك باستخدام لغة التشوكتاو. أعاد التشوكتاو حكومتهم بعد قانون إعادة التنظيم الهندي لعام 1934، وحافظت أمة تشوكتاو على ثقافتها رغم الضغوط لاستيعابهم داخل الثقافة الأمريكية. وهم ثالث أكبر قبيلة معترف بها فدراليا، وأنشأوا مؤسسات جديدة، مثل الجامعات القبلية، هيئة عامة للإسكان، ونظام قضائي. اليوم توجد قبيلتان معترف بهما فدراليا هما أمة تشوكتاو في أوكلاهوما وجماعة تشوكتاو في ميسيسيبي؛ تعترف ولاية ميسيسيبي بجماعة أخرى، وتوجد مجموعة تشوكتاو أصغر في لويزيانا وتكساس.